# Lipník nad Bečvou
Lipník nad Bečvou (tjekkisk udtale: [ˈlɪpɲiːk ˈnad bɛtʃvou]; tysk: Leipnik) er en by i distriktet Přerov i regionen Olomouc i Tjekkiet med omkring 8.000 indbyggere. Den historiske bykerne er velbevaret og er beskyttet ved lov som et bymonumentreservat.
Lipník nad Bečvou består af fem bydele og landsbyer:
- Město
- Nové Dvory
- Podhoří
- Loučka
- Trnávka

## Geografi
Lipník nad Bečvou ligger omkring 12 km  nordøst for Přerov og 23 km  sydøst for Olomouc. Den ligger på højre bred af floden Bečva. Det ligger i Brænderens Port- lavland. En lille nordøstlig del af det kommunale område strækker sig til bjergkæden Nízký Jeseník og indeholder det højeste punkt i Lipník nad Bečvou, som er bakken Juřacka på 589 moh.

## Historie
Den første skriftlige omtale af Lipník er fra 1238. Det var en bosættelse på en vigtig handelsrute, der gik gennem Moravian Gate og førte til Schlesien. Mellem 1256 og 1266 blev Drahotuš Slot grundlagt på en nærliggende bakke, og Lipník blev det økonomiske centrum for den nyetablerede ejendom. Kong Johan af Bøhmen købte Lipník sandsynligvis af hertug Nikolaj 1. og solgte derefter godset til Kravařes herrer i 1325. Byen blomstrede og udviklede sig, da Lipník ifølge et skøde fra 1349 allerede var en rig by. Under herredømmet af Kravaře opnåede Lipník forskellige privilegier.
Pestepidemien 1623-1624 og Trediveårskrigen forårsagede et betydeligt fald i befolkningen og store økonomiske tab. Byens stagnation varede indtil 1840'erne, da byportene og nogle bastioner blev revet ned, kejservejen gjorde jernbanen Kaiser Ferdinands-Nordbahn at Lipník blev et vigtigt omladningspunkt, som bragte en ny økonomisk fremdrift. Der blev afjoldt store markeder og udviklet  håndværk. I anden halvdel af 1800-tallet blev byen industrialiseret.
En stor brand i 1858 forårsagede nyklassicistiske rekonstruktioner i byens centrum.